# Henri Huchard
Henri Huchard (4 abril de 1844 – 1 dezembro 1910) foi um neurologista e cardiologista francês.
Henri Huchard estudou medicina na Universidade de Paris. Foi posteriormente nomeado médico dos Hospitais de Paris.
No decurso da sua carreira, trabalhou no Hospital Bichat, cujo serviço de cardiologia está situado na rua Henri Huchard, em sua honra, e no hospital Necker em paris. Henri Huchard foi membro da "Academia nacional de medicina".
Deu um importante contributo par o estudo da aterosclerose.
Foi ordenado cavaleiro da legião de honra em 1872.

## Publicações
- 1871 : La myocardite varioleuse
- 1883 : Traité clinique des névroses
- 1889 : Traité des maladies du cœur et des vaisseaux
- 1901 : Consultations médicales
- 1908 : Les maladies du cœur et Leur Traitement
- De l'emploi de l'éponge préparée dans les maladie utérines (mémoire qui a obtenu le prix Louis à la société médicale d'observation)
- Des complications cardiaques dans la variole et notamment la myocardite varioleuse par M.M. Desnos et Huchard. (tese galardoada pela faculdade de medicine de Paris; prémio Chateauvillard de 2000 francs)
- Etude sur les causes de la mort dans la variole
- Contributions à l'etude de la dysménorrhée membraneuse par M.M. Huchard et Labadie-Lagrarie